# Pro Recco
Pro Recco ((tal.) Associazione Sportiva Pro Recco) je talijanski vaterpolski klub iz Recca. 
Utemeljen je 1913.
Klupsko sjedište je na adresi Via Punta Sant'Anna 1, 16036 Recco.
Klupske boje su bijela i nebeskoplava.
Svoje domaće susrete igra na plivalištu "Giuva Baldini" (nalazi se u Camogliu).
S deset naslova prvaka Europe Pro Recco je najuspješniji klub u povijesti Eurolige. Do osmog naslova došao je 30. svibnja 2015. pobijedivši u Barceloni u završnici riječko Primorje 8:7.

## Sezona 2006/07.
Postava u sezoni 2006/07.:
   
Stefano Tempesti, Massimo Giaccopo, Pietro Figlioli, Norbert Madaras, Andrea Mangiante, Tamas Kasas, Vladimir Vujasinović, Maurizio Felugo, Alberto Angelini, Daniele Bettini, Alessandro Calcaterra, Leonardo Sottani, Arnaldo Deserti, G.Fiorentini, Dario Gennaro, Oleksandr Sadovyj, Goran Jovanović-Fiorentini. 
   
Trener: Giuseppe Porzio
   
U sezoni 2006/07. osvojio je naslov europskog prvaka, natjecavši se u Euroligi. 

## Sezona 2007/08.
Postava u sezoni 2007/08.:
   
Tempesti, Giacoppo, Madaras, A.Calcaterra, Udovičić, Deserti, Jovanović-Fiorentini.Mangiante, Kasas, Vujasinović, Felugo, Angelini, Benedek. 
   
Trener: Giuseppe Porzio
   
U sezoni 2007/08. su postali pobjednicima Eurolige .

## Sezona 2008/09.
U Euroligi:
- Jug - Pro Recco 10:9
- Pro Recco - Spartak Volgograd 15:7
- Šturm 2002 - Pro Recco 13:12
- Pro Recco - Šturm 2002 10:3
- Spartak Volgograd - Pro Recco 7:12
- Pro Recco - Jug 9:8

- četvrtzavršnica: Vasas - Pro Recco 8:11, Pro Recco - Vasas 9:10
- poluzavršnica: Jug - Pro Recco 6:9
- završnica: Pro Recco - Primorac 7:8

Osvojeno drugo mjesto.

## Klupski uspjesi
- Talijansko prvenstvo
  - prvak: 1959., 1960., 1961., 1962., 1964., 1965., 1966., 1967., 1968., 1969., 1970., 1971., 1972., 1974., 1978., 1982., 1983., 1983./84., 2001./02., 2005./06., 2006./07., 2007./08., 2008./09., 2009./10., 2010./11., 2011./12., 2012./13., 2013./14., 2014./15., 2016./17., 2017./18., 2018./19., 2019./20., 2021./22., 2022./23., 2023./24.

- Zimsko prvenstvo Italije (prvenstvo u zatvorenim prvenstvima)
  - prvak: 1962., 1963., 1966.

- Talijanski kup
  - pobjednik: 1974., 2006., 2007., 2008., 2009., 2010., 2011., 2013., 2014., 2015., 2016., 2017., 2018., 2019., 2021., 2022., 2023.

- Kup prvaka/Euroliga
  - pobjednik: 1964./65., 1983./84., 2002./03., 2006./07., 2007./08., 2009./10., 2011./12., 2014./15., 2020./21., 2021./22., 2022./23.
  - finalist: 1966./67., 1969./70., 1971./72., 2005./06., 2008./09., 2010./11., 2017./18.

- Europski Superkup
  - pobjednik: 2003., 2007., 2008., 2010., 2012., 2015., 2021., 2022., 2023.
  - finalist: 1984.

- Jadranska liga
  - prvak: 2011./12.

- Kup LEN
  - finalist: 1992./93., 2001./02.

## Vanjske poveznice
- Klupske stranice